# 창수
"창수"(愴壽)는 2013년에 개봉한 임창정이 첫 도전한 느와르 영화이다.

## 줄거리
'더 이상 추락할 곳이 없다!' 내일이 없는 징역살이 대행업자 창수(임창정)가 내일을 살고 싶은 여자를 만난 순간, 비극은 시작되는데... 추락할 곳 없는 밑바닥 인생. 사람답게 살고 싶었다!
어느 날 마주친 그녀와의 하룻밤에서 시작된 한 남자의 파국! 그의 거칠 것 없는 인생 드라마가 펼쳐진다! 모질도록 슬픈 목숨! 슬플 창(愴) 목숨 수(壽)

## 캐스팅
- 임창정 - 창수 역
- 안내상 - 도석 역
- 정성화 - 상태 역
- 손은서 - 미연 역
- 태성 - 재욱 역
- 전국환 - 지성파회장 역
- 백수련 - 식당아줌마 역
- 미스터 팡 - 나이트클럽사장 역
- 강재섭 - 김실장 역
- 지대한 - 심부름센터소장 역
- 손병희 - 밀항사장 역
- 강재석 - 어린창수 역
- 장성원 - 화장실대변남 역
- 윤광희 - 화장실소변남 1 역
- 한일규 - 화장실소변남 2 역
- 이한종 - 수행경호원 1 역
- 한예나 - 다방레지 역
- 정현철 - 다마스운전남 역
- 조병곤 - 포장마차주인 역
- 김지민 - 보석점원 역
- 조은빛 - 경애 역
- 김희창 - 박카스손님 역
- 김주영 - 조용필 역
- 백혁종 - 황학철 역
- 박성택 - 형사 1 역
- 박선규 - 형사 2 역
- 이선구 - 도석부하 3 역
- 허형규 - 새끼웨이터 역
- 김순태 - 화장실 (목소리) 역
- 양명헌 - 골프해설 (목소리) 역
- 김민성 - 골프아나운서 (목소리) 역
- 여예성 - 여관주인 (목소리) 역
- 전해리 - 여비서 (목소리) 역

## 특이사항
제17회 부산국제영화제 - 한국영화의 오늘 섹션 초청작